# Korte Smeestraat
De Korte Smeestraat is een straat in het centrum van de Nederlandse stad Utrecht.
Ze begint bij de Smeebrug over de Oudegracht en eindigt zo'n 100 meter verder op de Lange Nieuwstraat. Halverwege de straat bevindt zich een doorgang naar het Dorstige Harthof. Het is een vrij smalle straat waar eenrichtingsverkeer geldt voor auto's. 
De Korte Smeestraat is in de 14e eeuw aangelegd dan wel verbreed. Ze werd onder meer ook aangeduid als Nieuwe Smeesteeg, dit ter onderscheid van de Lange Smeestraat aan de andere kant van de Smeebrug.
De bebouwing bestaat uit huizen, daterend deels uit de 19e eeuw en deels uit nieuwbouw van rond 1982. In de kern is nummer 12 een middeleeuws huis dat in de 19e eeuw fors is verbouwd. In de straat staan anno 2013 geen monumenten.
De straat is sinds 1991 voorzien van een lichtinstallatie door de Amerikaanse kunstenaar Allen Ruppersberg in het kader van een tentoonstellingsproject van het Centraal Museum.